# Hypoallergene Babynahrung
Hypoallergene Babynahrung (HA-Nahrung) ist eine spezielle Säuglingsnahrung, die einem Baby mit potentiell erhöhtem Allergierisiko gefüttert wird. Sie kann als Säuglingsanfangsnahrung, wenn nicht, wie empfohlen, mindestens vier Monate ausschließlich mit Muttermilch gestillt wird, und auch als Folgenahrung ab dem zweiten Lebenshalbjahr gegeben werden.

## Besonderheiten der HA-Nahrung
Das Immunsystem erkennt ein Eiweiß an seiner Struktur und kann bei Fremdeiweiß eine allergische Reaktion auslösen. Bei den HA-Nahrungen ist deshalb das Kuhmilcheiweiß durch Hydrolyse in kleine Peptide gespalten, die vom Immunsystem des Säuglings nicht mehr als fremd erkannt werden. Das Hydrolysat wird zusätzlich gefiltert, um die Freiheit von größeren Bruchstücken sicherzustellen. Bei einer bereits bestehenden Kuhmilcheiweißallergie wird von der Fütterung von HA-Nahrung abgeraten. Besser geeignet seien Spezialnahrungen, die besonders stark gespaltene Hydrolysate oder eine Aminosäurenmischung enthalten.

## Qualität des Hydrolysats
Die Größenverteilung der Peptide im Hydrolysat wird durch einen Westernblot-Test untersucht. Besonders die Anteile der größeren Peptide (größer als 20 k) sollten möglichst gering sein, um eine allergische Reaktion zu vermeiden. Alle in Deutschland verwendeten HA-Nahrungen müssen – den gesetzlichen Vorgaben entsprechend – ihre Eignung in entsprechenden Studien unter Beweis gestellt haben.
Die Präsenz möglicher Allergene in der Nahrung kann durch Testverfahren wie ELISA oder Immunoblot überprüft werden.

## Bedeutung der Darmflora
Die allergiepräventive Wirkung der Muttermilch beruht nach neusten Studien nicht nur auf der arteigenen Proteinstruktur, sondern zusätzlich unter anderem auf dem Gehalt von präbiotischen Muttermilch-Oligosacchariden. Der Gehalt an Muttermilch-Oligosacchariden liegt mit etwa 1 g/100 ml fast so hoch wie der Proteingehalt in der Muttermilch. Die Muttermilcholigosaccharide sorgen für eine gesunde bifidusdominante Darmflora, diese scheint einen protektiven Effekt auf das Auftreten von Allergien und Infektionen zu haben.
So enthält etwa die Darmflora von atopischen Kindern eine höhere Anzahl an potenziell pathogenen Keimen wie Clostridien und eine geringere Anzahl gesundheitsfördernder Bakterien wie Bifidusbakterien als bei nicht atopischen Kindern.
Um die Darmflora positiv zu beeinflussen, enthalten aktuell einige Säuglingsnahrungen Pro- oder Präbiotika. Die Studienlage hinsichtlich des Nutzens der probiotischen Bakterien zur Allergieprävention liefert allerdings ein uneinheitliches Bild und zeigt eher Effekte in der Therapie der atopischen Dermatitis.  Die Eigenschaften der Probiotika sind außerdem immer stammspezifisch zu betrachten und nicht übertragbar. Die allergiepräventive Wirkung bestimmter Präbiotika hingegen konnte in Studien gezeigt werden.
Studien zeigen, dass Säuglinge eine bifidusdominante Darmflora wie bei gestillten Kindern und Nichtatopikern entwickeln, wenn sie eine Säuglingsnahrung mit einer bestimmten präbiotischen Mischung aus Galaktooligosacchariden (GOS) und Fructooligosacchariden (FOS) erhalten. In neusten Studien zeigen sie zudem einen sehr guten Effekt hinsichtlich der Allergieprävention und der Reduzierung von Infektionen. Insbesondere das Auftreten von atopischer Dermatitis konnte in den Studien durch die Verwendung einer Säuglingsnahrung mit Präbiotika signifikant reduziert werden.
In einer dieser Untersuchungen erhielten 206 allergiegefährdete Säuglinge bis zum Alter von sechs Monaten entweder eine HA-Nahrung mit Präbiotika oder die gleiche Nahrung mit einem Placebo. Im Alter von sechs Monaten war das Auftreten von atopischer Dermatits in der Präbiotikagruppe um 50 Prozent im Vergleich zur Kontrollgruppe gesunken. Auch im Alter von zwei Jahren trat die atopische Dermatitis in der Präbiotikagruppe nur halb so häufig auf.
Bei einer weiteren Studie mit 1187 Kindern ohne Allergieveranlagung, die mit einer neuen Präbiotikamischung durchgeführt wurde, litten nach einem Jahr 5,6 Prozent der Kinder in der Präbiotikagruppe an atopischer Dermatitis. Dieser Wert lag im Bereich der Vergleichsgruppe von gestillten Säuglingen. In der Gruppe ohne die Präbiotika in der Säuglingsnahrung waren es mit 9,4 Prozent deutlich mehr.

## Zweifelhafter Nutzen
Australische Forscher bezweifeln den Nutzen von HA-Babynahrung. In einer Studie mit 620 Säuglingen mit hohem Allergierisiko, verglichen sie den Effekt von Babynahrung aus Kuhmilch und hypoallergener Nahrung. Die Ergebnisse veröffentlichten sie im Journal of Allergy and Clinical Immunology.